# 긴호랑거미
긴호랑거미는 호랑거미과의 거미이다. 호랑거미에 비해 몸이 가늘고 길다.

## 특징
암컷 성충의 몸길이는 20-25mm이다. 복부는 타원형으로 앞은 평평하고 뒤는 뾰족하게 생겼다. 복부에는 노란색과 검은색, 연한 갈색의 얇은 가로 줄무늬 모양이 있다. 수컷 성충 몸길이는 6-12mm이고 암컷과 모양이 비슷하지만 반점이 확실하지 않다.

## 생태
일년살이이고 성충은 8월 이후에서부터 11월까지 보인다.
알은 알집에서 가을 사이에 부화하고 그대로 월동하여 이듬해 봄에 1회 탈피를 한 후 흩어진다.

## 분포
한국과 아시아, 유럽을 비롯한 세계 북반구에 널리 분포한다.

## 습성
인가 근처에서 산기슭까지 서식하고 밝은 초원과 논에서도 자주 볼 수 있다. 별로 높지 않은 곳에 원형으로 거미줄을 친다. 거미는 항상 거미줄 중앙에서 거꾸로 매달린다. 자극을 받으면 그물을 강하게 흔든다. 호랑거미에 비해 다소 온순한 편이다.

## 같이 보기
- 호랑거미
- 긴호랑거미
- 꼬마호랑거미